# آمارگاسور
آمارگاسور (نام علمی: Amargasaurus cazaui) نام یک گونه از زیرراسته سوسمارپاشکلان است. آمارگوسور در دوران کرتاسه ۱۲۵تا۱۳۰سال پیش زندگی می‌کرد ودر آمریکای جنوبی می‌زیست. آمارگوسور گیاه‌خوار بوده و سنگواره آمارگوسور در آرژانتین کشف شد.